# 孝慎成皇后
孝慎成皇后（こうしんせいこうごう、満州語転写：hiyoošungga olhoba šanggan hūwangheo）は、清の道光帝の2番目の正室・皇后。姓はトゥンギャ（佟佳）氏（Tunggiya hala）。

## 経歴

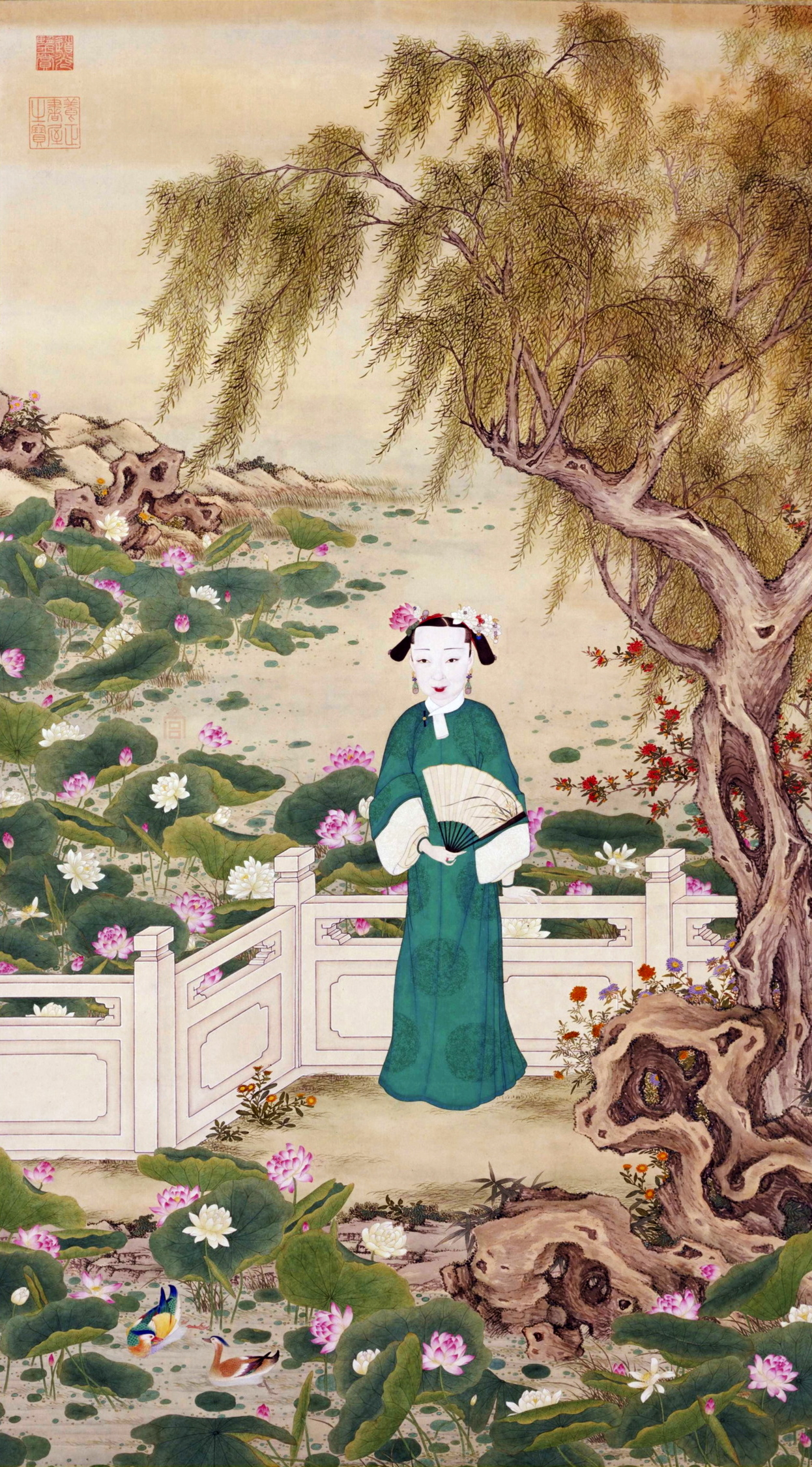
孝慎成皇后観蓮図

嘉慶13年12月（1809年1月）、綿寧（後の道光帝）に嫁ぎ、継福晋（継妻）となった。女子を1人産んだ。
道光帝が即位した後、皇后に立てられた。道光13年4月29日（1833年6月16日）、薨去し、「孝慎」と諡された。その後、夫の諡を重ねて「孝慎敏粛哲順和懿誠恵敦恪熙天詒聖成皇后」と加諡された。

## 女子
- 端憫固倫公主

## 伝記資料
- 『清史稿』
- 『清皇室四譜』